# Enrico Alfieri
Enrico Alfieri (Asti, 1315 – Ravenna, 1405) è stato un francescano italiano, vicario dell'Ordine dei frati minori conventuali nel 1387 e nello stesso anno venne eletto Ministro generale dell'Ordine francescano, carica che mantenne fino alla sua morte nel 1405.
Per il suo stile di vita ed il suo animo misericordioso è ricordato nella memoria popolare con il titolo di beato, anche se non venne mai confermato dall'autorità ecclesiastica.

## Biografia
Discendente dagli Alfieri, una delle più antiche e nobili famiglie astigiane che diede i natali al poeta Vittorio Alfieri e all'architetto barocco dei Savoia Benedetto Alfieri, Enrico nacque da Guglielmo ed Agnesina Alfieri e giovanissimo (intorno ai 15 anni) entrò nel convento dei frati Francescani di Asti la cui chiesa, vicina alla residenza di famiglia, era anche il sepolcreto di famiglia.
Enrico subentrò  al teologo Francesco Degli Abati alla reggenza del convento francescano e a 57 anni nel 1372 divenne superiore della provincia genovese dei frati minori a cui anche Asti apparteneva.
In seguito alla morte del ministro generale dell'ordine Martino San Giorgio, papa Urbano VI lo nominò vicario generale e nel capitolo del 1387 venne eletto ministro generale.
Durante il proprio mandato (durato 18 anni) il beato Enrico attraversò il difficile periodo del Grande Scisma d'Occidente.
Sotto di lui si tennero sei Capitoli generali.
Merito di fra' Enrico fu quello di aver promosso la riforma degli osservanti, iniziata da fra Paoluccio Trinci, morto nel 1392 continuata poi da San Bernardino da Siena, cercando nel medesimo tempo di unificare le varie componenti dell'Ordine minoritico.
Fu sepolto in Ravenna nel pavimento della chiesa di San Francesco ed una lapide corredata da un'iscrizione nel muro soprastante lo ricorda.
Il marchese Carlo Emanuele Alfieri, nel 1829 commissionò all'artista Alessandro Massarenti la riproduzione della lapide e l'iscrizione nella cappella Alfieri nella chiesa di San Martino Alfieri.
Ecco cosa riporta l'iscrizione in caratteri semigotici che il canonico Vassallo, studioso di storia locale, tradusse e riportò nella sua Memoria :
Qui sequeris sancti pedibus vestigia nudis

Francisci, si pulchra juvant exempla tuorum,

Hunc quoque qui jacet hic supplex venerare Parentem,

Quem tulit Astensi proles insignis in Urbe

"Alfera", vir sancta gravitate collendus et omni

Eximia virtute nitens censorque severus

Propter honestatis et Religionis amorem,

Sic jam ut pietas in condo pectore semper

Firma foret, fideique pugil contemptor honorum

Ambitiosa quibus mortalia corda tumescunt.

Jam bis novenos Generalis rexerat annos,

Vixerat et novies denos Henricus in Orbe

Clarus in astriferi cum sede receptus Olympi

Liquit humi longa confectum aetate cadaver.

O tu che nudi i piè di San Francesco

Segui l'orme, de' tuoi se i begli esempi

Membrar ti giova, venera qual padre

Anche costui che supplice qui giace,

Cui la chiara produsse Alfera stirpe

Nell'Astense città; uom grave d'ogni

Nobil Virtude esempio, e, per amore

Di religione ed onestà, severo

Censor, serbando in cor pietade sempre;

Atleta della fede, e degli onori,

Che il mondo ambisce, spezzator modesto.

Per due novenii già come ministro

General retto avea la gran famiglia

E da diciotto lustri Enrico al mondo

Era vissuto, allor che allo stellante

Olimpo, chiaro a splendervi chiamato,

Sfatto dagli anni il fral rese alla terra.
Nel complesso di San Pietro in Consavia, esiste un'altra copia in gesso del monumento di Ravenna sempre opera del Massarenti.